# Сацума (полуостров)
Сацума (яп. 薩摩半島、さつまはんとう сацума-ханто:) — полуостров в Японии, на южной оконечности Кюсю, на юго-западе префектуры Кагосима. На востоке омывается водами залива Кагосима, который отделяет его от полуострова Осуми, а на западе — Восточно-Китайским морем. На полуострове расположены города Кагосима, Ибусуки, Минамикюсю, Макурадзаки, Минамисацума и Хиоки.
По Сацума тянется нагорье с высотами более 600 м, по которому проходит водораздел между его восточной и западной частями. На полуострове расположены озёра Икеда и Унаги-ике. На юго-восточной оконечности расположен вулкан Каймондаке высотой 924 м.
В 1945 году на полуострове располагалась база ударного отряда камикадзе.